# Viscum loranthi
Viscum loranthi là một loài thực vật có hoa trong họ Santalaceae. Loài này được Elmer miêu tả khoa học đầu tiên năm 1919.